# Marko Miklavič
Marko Miklavič, slovenski športni novinar in igralec, * 1977.
Kot otrok je igral glavno vlogo v slovenskem filmu Čisto pravi gusar.
Kot najstnik je postal eden od vodij ljubljanske navijaške skupine Green dragons. Leta 1999 je postal športni novinar pri dnevniku Ekipa. Kasneje je novinarsko pot nadaljeval na Šport TV.
Danes se ukvarja z zavarovalništvom.

## Filmografija
- Kormoran (1986) - Jani
- Čisto pravi gusar (1987) - Peter